# Natalie Powers
Natalie Powers, britanska pevka, 26. julij 1977.
Kot vokalistka nastopa v skupini Scooch, ki je zastopala Združeno kraljestvo v Helsinkih na Pesmi Evrovizije 2007.